# Ante la ley
«Ante la ley» (en alemán: Vor dem Gesetz) es una parábola de la novela El proceso (en alemán: Der Prozess), escrita por Franz Kafka. «Ante la ley» fue publicado mientras Kafka aún vivía: primero, en 1915, en la edición de año nuevo del semanario judío independiente Selbstwehr; luego, en 1919, como parte de la colección de cuentos Ein Landarzt (Un médico rural). El proceso, sin embargo, no fue publicado sino hasta 1925, después de la muerte de Kafka el año anterior.

## cuento corto

### «Ante la ley»
Un hombre de campo en búsqueda de la ley desea acceder a la misma entrando por una puerta; no obstante, el guardián de la misma se lo impide, diciéndole que no puede pasar en ese momento. El hombre pregunta si alguna vez podrá pasar, a lo que el guardián responde que es posible, «pero no ahora» («jetzt aber nicht»). El hombre espera por años, sobornando al guardián con todo lo que tiene. Éste acepta los sobornos, aunque alega hacerlo «para que no creas que has omitido ningún esfuerzo». El hombre no intenta hacer daño al guardián para acceder a la ley, sino que espera hasta la muerte. Justo antes de morir, le pregunta al guardián por qué si bien todos buscan la ley, nadie se ha acercado a la puerta en todos esos años. El guardián le contesta: «Nadie podía pretenderlo, porque esta entrada era solamente para ti. Ahora voy a cerrarla».
En algunas traducciones del texto alemán original, la palabra «Ley» comienza con mayúsculas. En el original alemán, la capitalización de la palabra Gesetz refleja una adhesión a las reglas estándares de la ortografía alemana, en la cual todos los sustantivos comienzan con mayúscula.

### EnEl proceso
Josef K tiene que mostrar a un cliente importante de Italia una catedral. El cliente no aparece, pero, justo cuando K se está yendo de la catedral, un sacerdote lo llama por su nombre, a pesar de que K no lo conocía. El sacerdote revela que es un empleado del tribunal, y le cuenta a K el relato —«Ante la ley»—, aclarando previamente que son «los primeros párrafos [introductorios] a la Ley». Luego, el sacerdote y K discuten sobre las interpretaciones de la historia. Finalmente, K abandona la catedral.

## Interpretación y significado

### Interpretación
El problema que plantea Kafka es: ¿cómo se puede entrar a algo que está tan abierto? La respuesta puede ser que, precisamente porque está tan abierto, es imposible entrar; tal vez solo podemos entrar en aquello que está cerrado y cuya puerta puede abrirse. Nadie puede entrar a la ley, porque está totalmente abierta; estamos fuera de ella. El campesino está afuera de ella y pasan los años. No puede entrar, ve un resplandor y van pasando los años. El guardián, el primer día que llegó, le dijo: aquí dentro, si entras, hay otros guardianes como yo, nada más. El guardián nunca le pegó, torturó ni amenazó con matarlo si entraba.
La relación con la ley como la sugiere Kafka es aquello que a la vez nos incluye y nos excluye. Nos excluye, porque no hemos podido entrar nunca; y nos incluye tanto que solo estaba destinada para nosotros. La ley kafkiana es el imperio de una forma sin significado: puede ser un decreto, un acuerdo, un tratado, un informe; cualquier cosa puede ser y no ser, cualquier cosa lo que se le antoje a ese imperio, a esa cosa que está afuera.
La ley —precisamente por ser la ley— está fuera de la ley. El punto en el que está el campesino, en la puerta, sin poder hacer otra cosa que ver pasar los años y volverse, de alguna manera, una víctima de esa forma sin significado, es como un estado de excepción.
Lo que sucede con el guardián es que él no se pone del lado del campesino, ni dice que también tiene curiosidad por saber lo que hay ahí dentro. El guardián no quiere saber nada; el campesino no puede saber.